# Iwan Odessa
Iwan Odessa (ukr. Футбольний клуб «Іван» Одеса, Futbolnyj Kłub „Iwan” Odesa) – ukraiński klub piłkarski z siedzibą w Odessie.

## Historia
Chronologia nazw:
- 1998—...: Iwan Odessa (ukr. «Іван» Одеса)

Drużyna piłkarska Iwan została założona w mieście Odessa w 1998 roku na bazie drużyny wsi Nerubajske rejonu bielajewskiego. Zespół występował w rozgrywkach o mistrzostwo i Puchar Odessy i obwodu. W 2003 startował w rozgrywkach w Mistrzostw Ukrainy spośród drużyn amatorskich, w których reprezentował obwód odeski do 2008. W sezonie 2006/07 debiutował w Pucharze Regionów UEFA. Najpierw zajął 1. miejsce w grupie, a potem w turnieju finałowym spośród 8 drużyn zajął 3. miejsce w grupie B.

## Sukcesy
- 3. miejsce w finale Pucharu Regionów UEFA, grupie B:

2007
- mistrz Ukrainy spośród drużyn amatorskich:

2005
- mistrz Odessy:

2005
- wicemistrz Odessy:

2003
- zdobywca Pucharu obwodu odeskiego:

2004
- finalista Pucharu obwodu odeskiego:

2003